# Ernst Fern

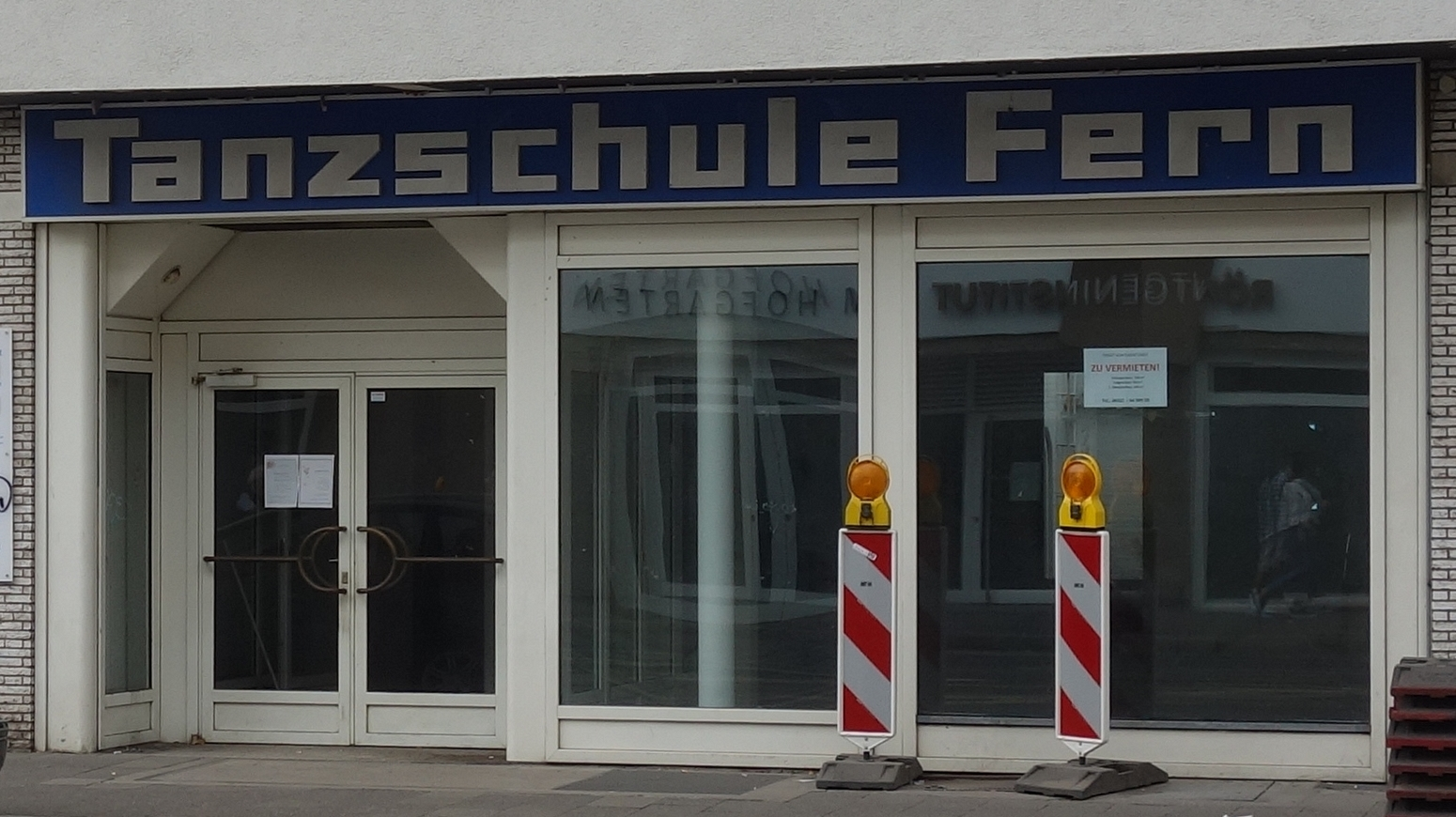
Ehemalige Tanzschule Fern in Düsseldorf

Ernst Fern (* 8. Juni 1934; † 14. November 2019) war ein deutscher Tanzlehrer, der gemeinsam mit seiner Ehefrau Helga in den 1960er Jahren durch Tanzunterricht im Fernsehen bekannt wurde.

## Leben
Ernst Fern arbeitete ab 1959 als Tanzlehrer. Gemeinsam mit seiner Ehefrau Helga (* 1935), mit der er seit 1956 verheiratet war, brachte er in den 1960er Jahren die Tanzschule in die deutschen Wohnzimmer. Ab dem 18. Januar 1964 wurden 25 Folgen der Fernsehserie Gestatten Sie? – Tanzunterricht mit dem Ehepaar Fern in der ARD ausgestrahlt. Nach dem Erfolg dieser Fernsehserie waren von 1966 bis 1968 weitere 19 Folgen unter dem Titel Tanzparty mit dem Ehepaar Fern zu sehen. Beide Fernsehserien wurden vom Westdeutschen Rundfunk (WDR) produziert. Die Tanzpaare tanzten nach Live-Musik der Media Band des Westdeutschen Rundfunkorchesters unter der Leitung Harald Banters. Die Schwarz-Weiß-Sendungen werden gelegentlich auf den Fernsehkanälen One und ARD-alpha ausgestrahlt.
Das Ehepaar Fern übernahm 1966 die Tanzschule von Kayser in Düsseldorf. Eine zweite Tanzschule eröffneten sie 1968 am Döppersberg in Wuppertal.
Aus der später geschiedenen Ehe mit Helga Fern gingen zwei Töchter hervor. Helga Fern starb 1995 im Alter von 59 Jahren.
1985 heiratete Fern zum zweiten Mal. Eine Tochter übernahm 1995 die Leitung der Wuppertaler Tanzschule und betrieb diese bis 2020. 2009 verkaufte Ernst Fern seine Düsseldorfer Tanzschule und zog sich aus dem Tanzbetrieb zurück. Er verbrachte seitdem die meiste Zeit auf Korsika.
Das 1969 veröffentlichte Buch Wir lernen tanzen mit dem Ehepaar Fern erschien bis 1995.

## Schriften
- Ernst Fern und Helga Fern: Wir lernen tanzen mit dem Ehepaar Fern. Wiesbaden: Falken-Verlag Sicker, 1969